# UB-124号潜艇
陛下之UB-124号艇是德意志帝国海军于第一次世界大战期间建造的其中一艘UB-III型近岸潜艇或称U艇。它由不来梅的威悉船厂承建，于1918年3月19日新船下水，至同年4月22日交付使用。其全长55.85米，水面及水下排水量分别为512吨和643吨，艇载武器则包括五具500毫米鱼雷发射管以及一门105毫米口径甲板炮。UB-124号入役后曾被部署至驻埃姆登的第三区舰队，并参与了大西洋潜艇战。在仅有的一次巡逻期间，该艇击沉了容积总吨高达32234吨的英国运兵船黑爵床号。1918年7月20日，UB-124号在伊尼什特拉哈爾島对开海域遭多艘英国军舰袭击后自沉，共造成艇内2名官兵阵亡，其余32人获救。

## 设计
UB-124号是不来梅威悉船厂承建的UB-III型第三批次（UB-118至UB-132号）的七号艇，由德意志帝国海军潜艇监察局于1917年2月8日订购、同年7月10日动工，至1918年3月19日下水。其全长55.85米，舷宽5.80米。艇体采用双壳体结构，水面及水下排水量分别为512吨和643吨，浮起时的吃水深度为3.72米。由于无需像UC-II型艇那样提供水雷布设装置，设计工程师对潜艇舷弧进行了优化，增大了司令塔体积，配备两具潜望镜，司令塔与控制室之间增加一道水密舱壁。这些改进显著提高了潜艇的水下机动性和生存力。为了达到更高的航速，UB-124号采用两台科尔庭六缸四冲程525匹公制馬力（386千瓦特）柴油机用于水面运行，以及两台394匹公制馬力（290千瓦特）的西门子-舒克特电动发电机用于水下航行；水面最高航速13.9節（25.7每小時），水下7.6節（14.1每小時）；能够在水面以6節（11每小時）航速续航7,280海里（13,480），或以4節（7.4每小時）连续在水下航行50海里（93）而无需充电。
UB-124号的主武器为五具500毫米艇艏鱼雷发射管，其中艇艏四具采用层叠式布局分居两侧、艇艉一具，并可搭载合共10枚G6型鱼雷。辅助武器则是一门88毫米30倍径速射炮。其标准船员编制为3名军官加31名水兵。

## 服役历史
1918年4月22日，UB-124号在首度担任艇长的海军中尉汉斯·奥斯卡·武茨多夫的指挥下正式入役，随即展开海试。完成海试后，该艇于7月1日被编入驻埃姆登的第三区舰队，并参与了大西洋潜艇战。7月20日，UB-124号在首次暨唯一一次巡逻期间，击沉了容积总吨高达32234吨的英国运兵船黑爵床号。后者在此前一天已被UB-64号击伤，当时正由护航驱逐舰拖行，试图前往斯威利湖附近搁滩。UB-124号于9:00左右在伊尼什特拉哈爾島西北偏北约11海里（20）发现黑爵床号，当即发射了两枚鱼雷，击中其船舯部。至中午时分，随着余下的船员完成安全撤离，黑爵床号向右舷倾覆并最终沉没。它就此成为一战期间遭鱼雷袭击的最大型船舶，也是被U艇击沉的第二大船舶。
就在发射鱼雷击沉黑爵床号的同时，UB-124号轮机舱的一个装置也发生了故障。潜艇不得不沉入约90米深的海底。七小时后，武茨多夫试图浮出水面，但艇艉纵倾严重，海水从艉部舱底侵入，导致电动机短路。一直留在当地海域搜寻及投掷深水炸弹的英国驱逐舰马恩号、米尔布鲁克号、鸠鸽号连同逾30艘巡逻舰艇，开始持续向因电动机失效而无法下潜的UB-124号开火。武茨多夫随后下令凿沉潜艇，共有2名官兵在此过程中阵亡，其余32人则获救并被俘。其沉没地点大致位于55°43′N 7°51′W / 55.717°N 7.850°W处。

## 袭击历史摘要
| 日期          | 船名     | 船籍 | 吨位  | 结局 |
| ------------- | -------- | ---- | ----- | ---- |
| 1918年7月20日 | 黑爵床号 | 英国 | 32234 | 击沉 |

## 脚注
1. ↑  Rössler，第55頁.
2. 1 2  Helgason, Guðmundur. . German and Austrian U-boats of World War I - Kaiserliche Marine - Uboat.net.   [2009-02-13].
3. 1 2 3 4  Gröner 1991，第25-30頁.
4. 1 2  Helgason, Guðmundur. . German and Austrian U-boats of World War I - Kaiserliche Marine - Uboat.net.   [2015-03-10].
5. ↑  陈进，第239頁.
6. ↑  NARS，第59頁.
7. 1 2  Helgason, Guðmundur. . German and Austrian U-boats of World War I - Kaiserliche Marine - Uboat.net.   [2015-03-10].
8. ↑  Helgason, Guðmundur. . German and Austrian U-boats of World War I - Kaiserliche Marine - Uboat.net.   [2022-06-15].
9. ↑  Helgason, Guðmundur. . German and Austrian U-boats of World War I - Kaiserliche Marine - Uboat.net.   [2009-04-14].
10. ↑  Eaton & Haas，第195頁.